# Östervärns station
Östervärns station är en järnvägsstation belägen mellan området Östervärn och Kirsebergsstaden i Malmö. Den trafikeras av Pågatågen på Malmöringen och av godståg. Intill ligger Gerlachs park.
2009–2018 stannade inga tåg på Östervärn. Sedan en ny perrong byggts har stationen ett spår med perrong och tre spår för genomgående trafik till Malmö godsbangård och Malmö C. Perrongspåret fortsätter till Malmö C Övre.

## Historia
Stationen ligger på Kontinentalbanan och öppnades 1915 som hållplats med namnet Lundavägen. Hållplatsen uppgraderades till station 1923 då en järnvägsbro byggdes över Södra stambanan, och togs i bruk 1924, för att skapa en direktförbindelse från Trelleborgs ångfärjestation och Kontinentalbanan till Malmö godsbangård. 
1953 fick Lundavägens station anslutning till Malmö–Simrishamns Järnvägar via Staffanstorp–Dalby, med bibana till Harlösa–Bjärsjölagård, som tidigare gått via Östervärns gamla station. 1955 leddes Ystadbanan om via Lundavägen, i samband med att Malmö västra station slopades. Men många tåg passerade utan att stanna eftersom avståndet till Malmö C är knappa två kilometer.  
Som förberedelse för Öresundsförbindelsen förlängdes bangården i slutet av 1990-talet och blev fyrspårig. Trafikplatsens nuvarande namn Östervärn gäller sedan den 13 juni 2000, i samband med att Öresundsförbindelsen togs i bruk. När en provisorisk station vid Malmö C byggdes inför inkopplingen av Citytunneln upphörde persontrafiken vid Östervärn från juni 2009.
Fram till 2016 anslöt Staffanstorpsbanan till Malmö godsbangård via Östervärn. Dess persontrafik hade dock upphört 1971. Godstrafiken hade avtagit successivt och efterfrågades inte alls efter 2006.
Persontrafiken återupptogs, som hållplats på linjen Malmöringen, den 8 december 2018.

### Gamla Östervärns station

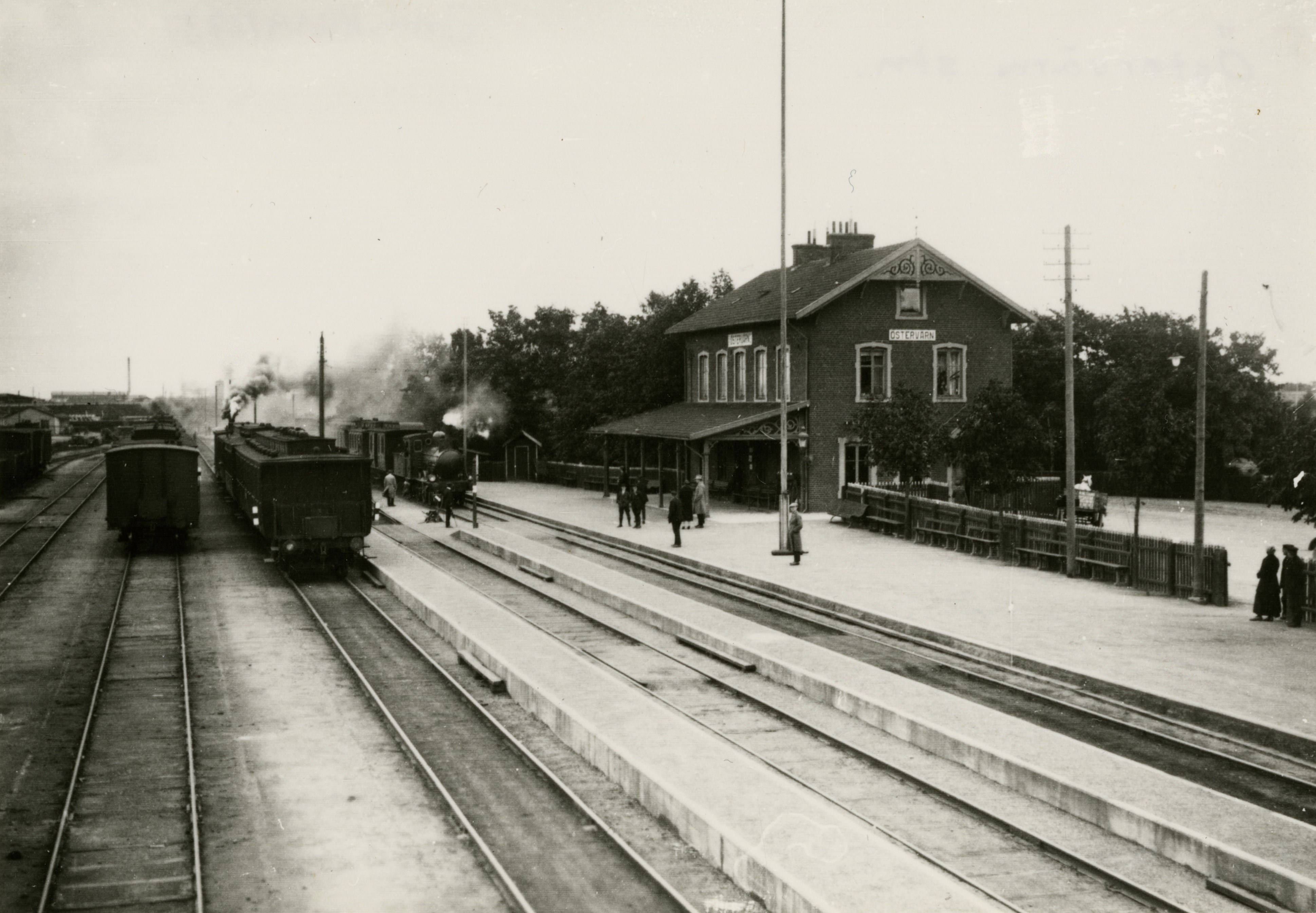
Gamla Östervärns station under 1920-talet, numera riven.

Den nuvarande stationen skall ej förväxlas med ursprungliga Östervärns station, vilken var belägen ungefär vid den nuvarande rondellen i Nobelvägens norra ände. Denna station öppnades 1892 av Malmö–Tomelilla Järnväg (sedermera Malmö–Simrishamns Järnvägar) och trafikerades från 1894 även av Malmö–Genarps Järnväg. 
1897 anslöts stationen till Malmö C när Kontinentalbanan byggdes via Östervärn. Förbindelsen till Malmö C blev kvar efter att Kontinentalbanan dragits om som högbana på broar över infartsvägarna till Malmö. 
Spåren i gatuplan till Malmö C slopades 1953, efter att Genarpsbanan lagts ned 1948 och Simrisbanan istället anslutits till Kontinentalbanan, via Lundavägens station. Östervärns station nedgraderades då till lastplats. Stationshuset revs 1961. Lastplatsen slopades 1992; Spår och växlar togs bort 1995.